# Lista över olympiska medaljörer i nordisk kombination
Detta är en lista över samtliga medaljörer i backhoppning från 1924 till 2010.

## Individuellt

### Normalbacke
| Spel                             | Guld                               | Silver                         | Brons                              |
| Normalbacke + 18 km individuellt |                                    |                                |                                    |
| Chamonix 1924                    | Thorleif Haug Norge                | Thoralf Strømstad Norge        | Johan Grøttumsbråten Norge         |
| Sankt Moritz 1928                | Johan Grøttumsbråten Norge         | Hans Vinjarengen Norge         | Jon Snersrud Norge                 |
| Lake Placid 1932                 | Johan Grøttumsbråten Norge         | Ole Stenen Norge               | Hans Vinjarengen Norge             |
| Garmisch-Partenkirchen 1936      | Oddbjørn Hagen Norge               | Olaf Hoffsbakken Norge         | Sverre Brodahl Norge               |
| Sankt Moritz 1948                | Heikki Hasu Finland                | Martti Huhtala Finland         | Sven Israelsson Sverige            |
| Oslo 1952                        | Simon Slåttvik Norge               | Heikki Hasu Finland            | Sverre Stenersen Norge             |
| Normalbacke + 15 km individuellt |                                    |                                |                                    |
| Cortina d'Ampezzo 1956           | Sverre Stenersen Norge             | Bengt Eriksson Sverige         | Franciszek Gąsienica Groń Polen    |
| Squaw Valley 1960                | Georg Thoma Tysklands förenade lag | Tormod Knutsen Norge           | Nikolaj Gusakov Sovjetunionen      |
| Innsbruck 1964                   | Tormod Knutsen Norge               | Nikolaj Kiseljov Sovjetunionen | Georg Thoma Tysklands förenade lag |
| Grenoble 1968                    | Franz Keller Västtyskland          | Alois Kälin Schweiz            | Andreas Kunz Östtyskland           |
| Sapporo 1972                     | Ulrich Wehling Östtyskland         | Rauno Miettinen Finland        | Karl-Heinz Luck Östtyskland        |
| Innsbruck 1976                   | Ulrich Wehling Östtyskland         | Urban Hettich Västtyskland     | Konrad Winkler Östtyskland         |
| Lake Placid 1980                 | Ulrich Wehling Östtyskland         | Jouko Karjalainen Finland      | Konrad Winkler Östtyskland         |
| Sarajevo 1984                    | Tom Sandberg Norge                 | Jouko Karjalainen Finland      | Jukka Ylipulli Finland             |
| Calgary 1988 Detaljer...         | Hippolyt Kempf Schweiz             | Klaus Sulzenbacher Österrike   | Allar Levandi Sovjetunionen        |
| Albertville 1992 Detaljer...     | Fabrice Guy Frankrike              | Sylvain Guillaume Frankrike    | Klaus Sulzenbacher Österrike       |
| Lillehammer 1994 Detaljer...     | Fred Børre Lundberg Norge          | Takanori Kono Japan            | Bjarte Engen Vik Norge             |
| Nagano 1998 Detaljer...          | Bjarte Engen Vik Norge             | Samppa Lajunen Finland         | Valerij Stoljarov Ryssland         |
| Salt Lake City 2002 Detaljer...  | Samppa Lajunen Finland             | Jaakko Tallus Finland          | Felix Gottwald Österrike           |
| Turin 2006 Detaljer...           | Georg Hettich Tyskland             | Felix Gottwald Österrike       | Magnus Moan Norge                  |
| Normalbacke + 10 km individuellt |                                    |                                |                                    |
| Vancouver 2010 Detaljer...       | Jason Lamy Chappuis Frankrike      | Johnny Spillane USA            | Alessandro Pittin Italien          |
| Sotji 2014 Detaljer...           | Eric Frenzel Tyskland              | Akito Watabe Japan             | Magnus Krog Norge                  |
| Pyeongchang 2018 Detaljer...     | Eric Frenzel Tyskland              | Akito Watabe Japan             | Lukas Klapfer Österrike            |

### Stor backe
| Spel                            | Guld                     | Silver                   | Brons                     |
| Stor backe + 7,5 km sprint      |                          |                          |                           |
| Salt Lake City 2002 Detaljer... | Samppa Lajunen Finland   | Ronny Ackermann Tyskland | Felix Gottwald Österrike  |
| Turin 2006 Detaljer...          | Felix Gottwald Österrike | Magnus Moan Norge        | Georg Hettich Tyskland    |
| Stor backe + 10 km individuellt |                          |                          |                           |
| Vancouver 2010 Detaljer...      | Bill Demong USA          | Johnny Spillane USA      | Bernhard Gruber Österrike |
| Sotji 2014 Detaljer...          | Jørgen Graabak Norge     | Magnus Moan Norge        | Fabian Rießle Tyskland    |
| Pyeongchang 2018 Detaljer...    | Johannes Rydzek Tyskland | Fabian Rießle Tyskland   | Eric Frenzel Tyskland     |

## Lagtävling
| Spel                            | Guld                                                                     | Silver                                                                | Brons                                                                  |
| Calgary 1988 Detaljer...        | Västtyskland Thomas Müller Hans-Peter Pohl Hubert Schwarz                | Schweiz Fredy Glanzmann Hippolyt Kempf Andreas Schaad                 | Österrike Hansjörg Aschenwald Günther Csar Klaus Sulzenbacher          |
| Albertville 1992 Detaljer...    | Japan Reiichi Mikata Takanori Kono Kenji Ogiwara                         | Norge Knut Tore Apeland Fred Børre Lundberg Trond-Einar Elden         | Österrike Klaus Ofner Stefan Kreiner Klaus Sulzenbacher                |
| Lillehammer 1994 Detaljer...    | Japan Takanori Kono Masashi Abe Kenji Ogiwara                            | Norge Knut Tore Apeland Bjarte Engen Vik Fred Børre Lundberg          | Schweiz Jean-Yves Cuendet Hippolyt Kempf Andreas Schaad                |
| Nagano 1998 Detaljer...         | Norge Halldor Skard Kenneth Braaten Bjarte Engen Vik Fred Børre Lundberg | Finland Samppa Lajunen Jari Mantila Tapio Nurmela Hannu Manninen      | Frankrike Sylvain Guillaume Nicolas Bal Ludovic Roux Fabrice Guy       |
| Salt Lake City 2002 Detaljer... | Finland Jari Mantila Hannu Manninen Jaakko Tallus Samppa Lajunen         | Tyskland Björn Kircheisen Georg Hettich Marcel Höhlig Ronny Ackermann | Österrike Christoph Bieler Michael Gruber Mario Stecher Felix Gottwald |
| Turin 2006 Detaljer...          | Österrike Michael Gruber Christoph Bieler Felix Gottwald Mario Stecher   | Tyskland Björn Kircheisen Georg Hettich Ronny Ackermann Jens Gaiser   | Finland Antti Kuisma Anssi Koivuranta Jaakko Tallus Hannu Manninen     |
| Vancouver 2010 Detaljer...      | Österrike Bernhard Gruber Felix Gottwald Mario Stecher David Kreiner     | USA Brett Camerota Todd Lodwick Johnny Spillane Bill Demong           | Tyskland Johannes Rydzek Tino Edelmann Eric Frenzel Björn Kircheisen   |
| Sotji 2014 Detaljer...          | Norge Jørgen Graabak Håvard Klemetsen Magnus Krog Magnus Moan            | Tyskland Eric Frenzel Björn Kircheisen Fabian Rießle Johannes Rydzek  | Österrike Christoph Bieler Bernhard Gruber Lukas Klapfer Mario Stecher |
| Pyeongchang 2018 Detaljer...    | Tyskland Vinzenz Geiger Fabian Rießle Eric Frenzel Johannes Rydzek       | Norge Jan Schmid Espen Andersen Jarl Magnus Riiber Jørgen Graabak     | Österrike Wilhelm Denifl Lukas Klapfer Bernhard Gruber Mario Seidl     |